# Hans Neusidler
Hans Neusidler   (Bratislava, 1508 - Nuremberg, 2 de febrer de 1563) va ser un compositor alemany i llaütista del Renaixement.
El primer registre històric que es té de Neusidler és de 1530, quan es va establir a Nuremberg (Alemanya). Al febrer va obtenir el permís de residència del Consell Local i es va casar allà al setembre. L'abril de 1531, es va convertir en ciutadà en fer el jurament de ciutadania. Va ensenyar llaüt durant la dècada de 1530, va publicar vuit llibres de música per a llaüt entre el 1536 i el 1549, i també es va dedicar a fer negocis com a llaütista el 1550. Se sap que des de 1543 va tenir problemes econòmics, i va haver recórrer a l'Ajuntament, que va concedir-li algun ajut. Però finalment va haver de vendre les seves possessions per pagar els deutes. El gener de 1556, la seva esposa va morir i es va tornar a casar cinc mesos més tard; la seva segona esposa li va donar quatre fills abans de morir a l'agost de 1562. Els seu fills Melchior Neusidler (1531–1590) i Konrad Neusidler (1541-després de 1604) també van ser coneguts llaütistes i compositors.
Neusidler, juntament amb Hans Judenkönig i Hans Gerle, van ser un dels llaütistes alemanys més importants. Les seves vuit publicacions inclouen intabulacions de cançons alemanyes, cançons franceses, madrigals italians, peces de ball i preludis de naturalesa improvisadora. La majoria de les obres es fan en tres parts, però hi ha dues peces per a principiants i unes quantes disposicions en dues de les seves publicacions. Va tornar a publicar obres populars amb arranjaments més recents en els seus llibres posteriors. La publicació inicial de 1536, que era una col·lecció per a principiants, s'obre amb una introducció escrita a la reproducció de llaüt, que dona una idea de la pràctica contemporània.
Una peça quelcom més famosa és Der Juden Tanz, sovint citada com a exemple de bitonalitat «a la qual no manca un toc de sàtira». Va ser transcrit per primera vegada a Denkmäler der Tonkunst in Österreich i apareix a la Historical Anthology of Music de Davison i Apel com a melodia en una mena de D dimin disminuït acompanyat d'un drone E/B. Apel dona un facsímil de la tablatura a The Notation of Polyphonic Music que inclou la scordatura de Neusidler-instruccions, però interpreta die Obrer quint saitten muß man dem t gleich ziehen (amb la "cinquena» cadena com el gallet i el «dr» més baix) que requereix l'ajustament de Gddad-'f ' ♯. Si, en canvi, les cordes exteriors estan sintonitzades al mateix to, la peça sona més aviat típica de la resta del treball de Neusidler.
Totes les publicacions són per a llaüt i es van publicar a Nuremberg. Ell mateix en va ser autor i editor dels seus llibres i tabulatures d'obres que es feia imprimir i en protegia la seva exclusivitat amb un privilegi imperial contra la pirateria que el 1535 van concedir-li per a cinc anys. El 1540 li van renovar el privilegi per a dos anys més i va obtenir sengles renovacions de cinc anys els anys 1543 i el 1549, en què va publicar la darrera col·lecció d'obres.
- Ein new geordent künstlich Lautenbuch in zwen Theyl getheylt: der erst für die anfahenden Schuler (1536)
- Der ander Theil des Lautenbuchs: darin sind begriles ausserlesner kunstreycher Stuck von Fantaseyen, Preambeln, Psalmen, und Muteten ... auff die Lauten dargeben (1536)
- Ein newes Lautenbüchlein mit vil schonen Liedern (1540)
- Das erst Buch: ein newes Lautenbüchlein mit viliner lieblichen Liedern für die jungen Schuler (1544)[6]
- Das ander Buch: ein new künstlich Lautten Buch für die anfahenden Schuler (1544)[7]
- Das right Buch: ein new kunstlich Lauten Buch darin vil trefflicher ... Kunst Stück von Psalmen und Muteten (1544)
- Das erst Buch: ein newes Lautenbüchlein mit vil feiner lieblichen Liedern, für die jungen Schuler (1547)
- Das ander Buch: ein new künstlich Lauten Buch erst yetzo von newem gemacht für junge and alte Schüler (1549)

## Enregistraments
- 2005 - Obrecht. Canons, cançons, motets. Capella Flamenca i Piffaro. Eufoda 1361.
- 2022 - Hans Neusidler. Lute Music. Yavor Genov. Brilliant Classics 96456
- 2017 - "Italian Dance". An Equal Sea. J. M. Smig.